# 小安乡
小安乡，是中华人民共和国四川省广元市朝天区曾经下辖的一个乡。2019年12月，撤销小安乡，将其所属行政区域划归朝天镇管辖。

## 行政区划
小安乡撤销前下辖以下地区：
龙灯村、小安村、文昌村、余垭村、白泉村和全胜村。